# 史記地名考
《史記地名考》是著名歷史學家、國學大師錢穆撰寫的一部考據性著作。

## 背景
錢穆早年在廈門集美教書時，即有意治古史地理。後來到燕京大學，撰成《周初地理考》、《古三苗疆域考》和《黃帝故事地望考》等歷史地理諸篇。錢穆論古史地理根據三大原則相互會通而得：一為地名原始，地名都有意義可解釋是通名，並非專名；二為地名遷徙，必有先後，絕非異地同時可以各得此名；三為地名沿革，大抵文物殷盛，人事多變地區多出新名。
1937年，抗戰爆發后，錢穆流亡至昆明。《國史大綱》成稿后，錢穆隻身輾轉從昆明返回上海，并隱居在蘇州耦園。古人治古史地理，或專考《禹貢》，或遍考春秋、戰國時期的地名，下至《漢書·地理志》。《史記》一書集古史之大成，卻為考古史地理者所忽略。錢穆遂以所藏數十種古史地理書籍為基礎，發意草創《史記地名考》一書，歷時一年方成。

## 目錄
卷一 中國與四裔
卷二 上古地名
卷三 禹貢山水名上
卷四 禹貢山水名中
卷五 禹貢山水名下
卷六 夏殷地名
卷七 周地名
卷八 秦地名
卷九 齊地名
卷十 魯地名
卷一一 晉地名
卷一二 楚地名
卷一三 魏地名
卷一四 韓地名
卷一五 趙地名
卷一六 梁宋地名
卷一七 衛曹地名
卷一八 豫章長沙地名
卷一九 吳越地名
卷二十 燕地名
卷二一 關中地名
卷二二 秦漢宮室陵廟名
卷二三 郊祀封禪地名
卷二四 漢侯邑名（一）
卷二五 漢侯邑名（二）
卷二六 漢侯邑名（三）
卷二七 漢侯邑名（四）
卷二八 漢侯邑名（五）
卷二九 西北邊地名
卷三十 西域地名
卷三一 蜀地名
卷三二 西南夷地名
卷三三 南粵東越地名
卷三四 東胡朝鮮地名
總目
索隱